# Victor Borisov-Musatov
Victor Elpidiforovici Borisov-Musatov (în rusă Ви́ктор Эльпидифо́рович Бори́сов-Муса́тов; n. 2/14 aprilie 1870, Saratov, Imperiul Rus – d. 26 octombrie/8 noiembrie 1905, Tarusa⁠(d), Kaluga Governorate⁠(d), Imperiul Rus) a fost un pictor rus, cunoscut pentru stilul său postimpresionist unic ce combina simbolismul, stilul decorativ și realismul. Împreună cu Mikhail Vrubel este considerat ca fiind fondatorul picturii simboliste ruse.

## Biografie
Victor Musatov s-a născut în Saratov, Rusia (a adăugat ulterior numele de Borisov). Tatăl său era un lucrător la calea ferată care s-a născut iobag. În copilărie Victor a suferit un accident la coloana vertebrală care l-a lăsat cocoșat pentru tot restul vieții sale. În 1884 s-a înscris la școala cu profil real din Saratov unde talentele sale artistice au fost descoperite de profesorii Fedor Vasiliev și Konovalov.
S-a înscris la Școala de Pictură, Sculptură și Arhitectură din Moscova în 1890 iar în anul următor a fost transferat la Academia Imperială de Arte din Sankt Petersburg unde a fost elevul lui Pavel Chistyakov. Clima umedă din Sankt Petersburg nu era benefică pentru sănătatea lui Victor iar în 1893 a fost forțat să se întoarcă în Moscova și s-a reînscris la Școala de Pictură, Sculptură și Arhitectură. Primele sale lucrări, cum ar fi Flori de mai (1894) erau considerate decadente de conducerea școlii care îl critica pentru faptul că nu face distincția între fete și meri în intenția sa de a obține efectul decorativ. Aceleași lucrări erau însă apreciate de contemporanii săi care îl considerau liderul noii mișcări artistice.
În 1895 Victor a părăsit din nou Școala din Moscova și s-a înscris la școala lui Fernand Cormon din Paris. A studiat acolo timp de trei ani iar în vacanțele de vară revenea în Saratov. A fost fascinat de arta contemporanilor săi francezi, în special de lucrările "părintelui simbolismului francez" Pierre Puvis de Chavannes și de lucrările lui Berthe Morisot.
în 1898 Victor a revenit în Rusia și a intrat imediat în ceea ce se numește "nostalgia fin de siècle". S-a plâns de "epoca dură de fier", "murdărie și plictiseală", "mlaștina diavolului" și avea mari probleme financiare care au fost ușor remediate abia în ultimii ani de viață când colecționarii au început să îi cumpere tablourile. Borisov-Musatov a fost membrul Uniunii Artiștilor din Rusia și unul din fondatorii și liderul Asociației Artiștilor din Moscova, o organizație artistică progresistă care i-a adunat pe Pavel Kuznetsov, Peter Utkin, Alexander Matveyev, Martiros Saryan, Nikolai Sapunov și Sergei Sudeikin.
Cea mai cunoscută lucrare din această perioadă este Iazul (1902). Pictura reprezintă cele mai importante femei din viața sa: sora sa Yelena Musatova și soția sa Yelena Alexandrova. O altă lucrare celebră este Fantome (1903) ce înfățișează fantome pe scările unui conac vechi. Tabloul a fost lăudat de poeții simboliști contemporani Valery Bryusov și Andrey Bely.
În 1904 Borisov-Musatov a avut o expoziție de succes în mai multe orașe din Germania iar în primăvara anului 1905 a avut o expoziție la Salon de la Société des Artistes Français, mai târziu devenind membru al acestei societăți. Ultima pictură finalizată a lui Musatov a fost Recviem. Dedicată memoriei lui Nadezhda Staniukovich, o prietenă apropiată a artistului, pictura indică tendința lui Musatov de a se îndrepta spre neoclasicism.
Borisov-Musatov a decedat pe 26 octombrie (stil vechi) 1905 în urma unui atac de cord la vârsta de 35 de ani și este înmormântat pe malul Râului Oka în apropiere de Tarusa. Pe monumentul său funerar se află sculptura unui băiat dormind realizată de adeptul lui Musatov, Alexander Matveyev.

## Galerie

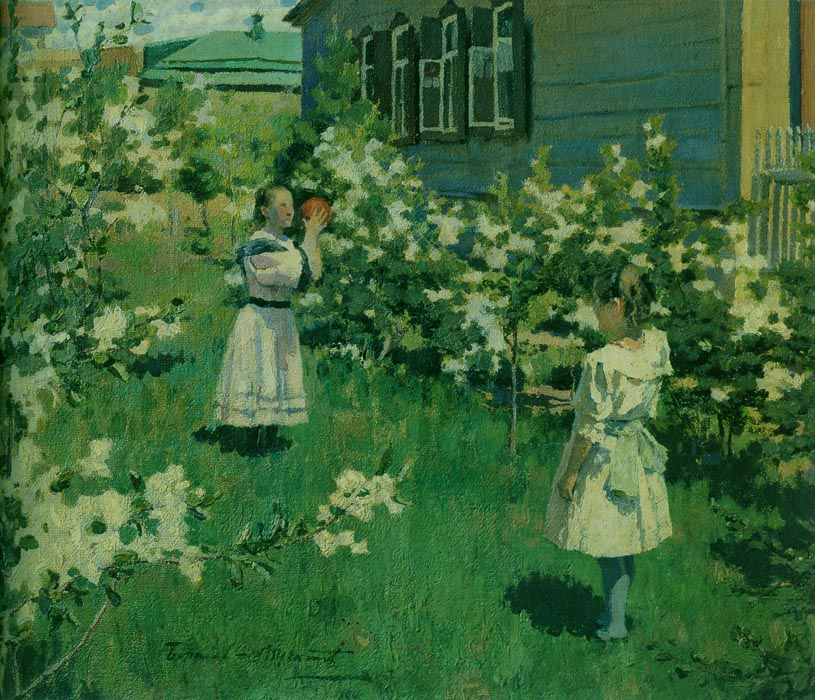
Flori de mai (1894)
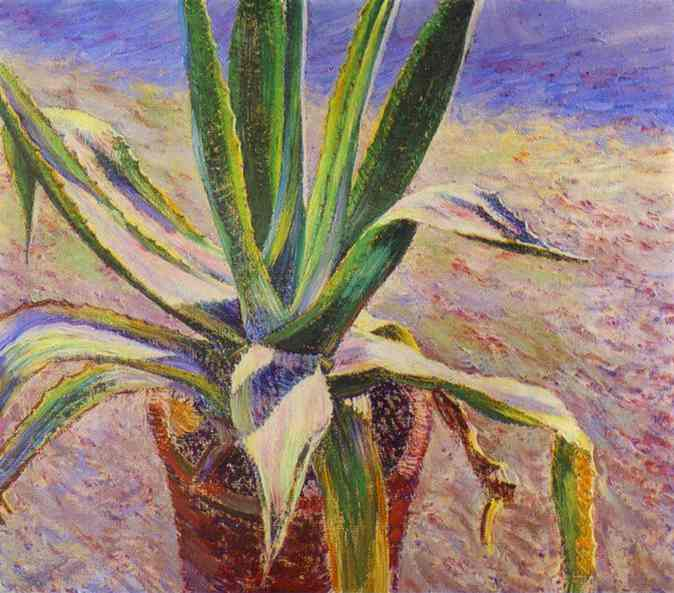
Agave (1897)
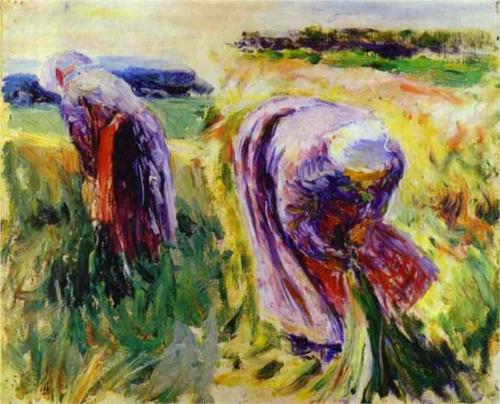
Secerătoare (1897)
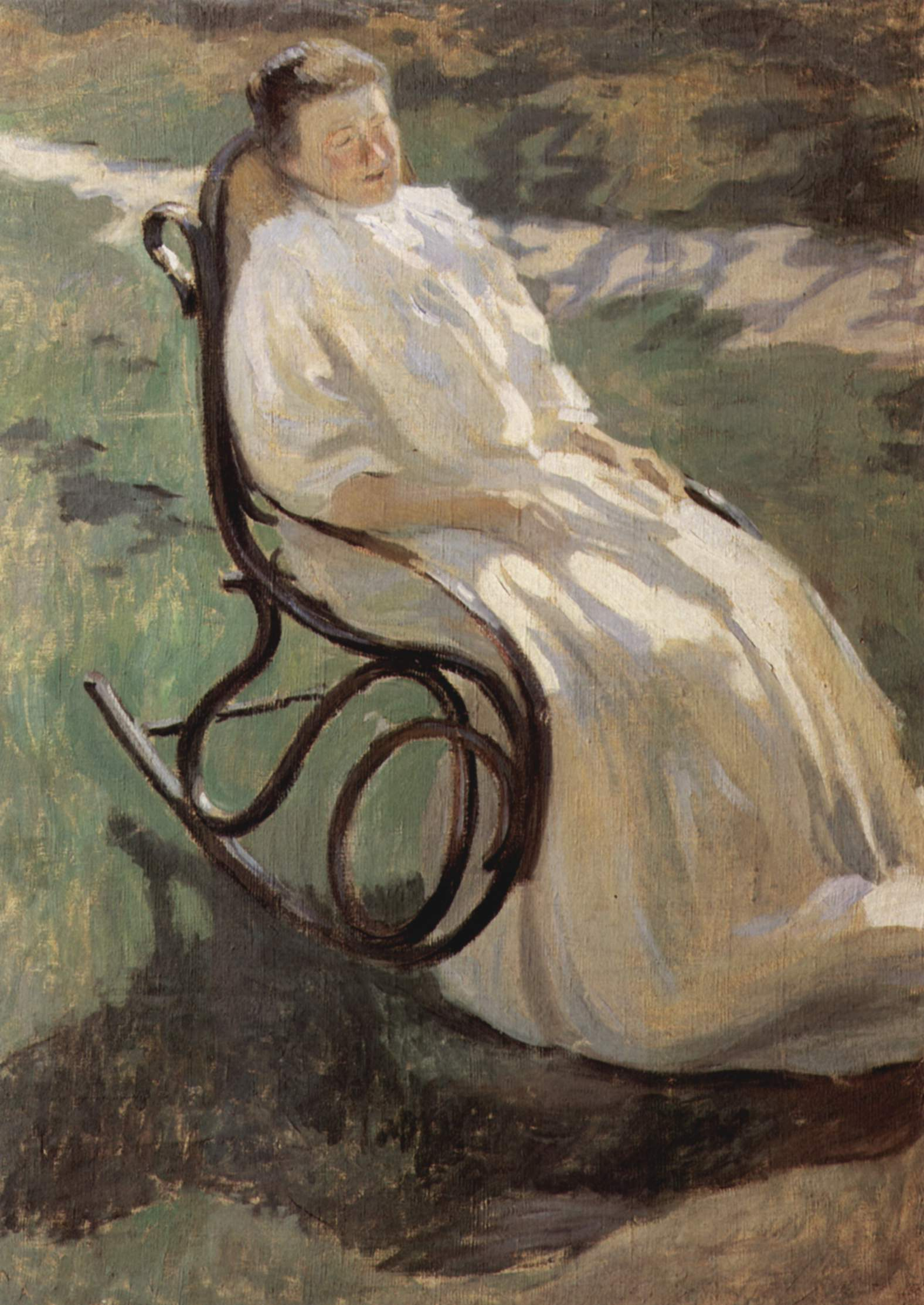
Doamnă în balansoar (1897)
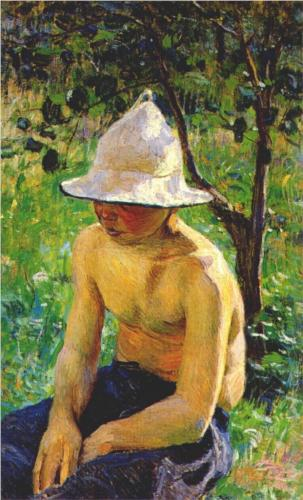
Băiat în grădină (1898)
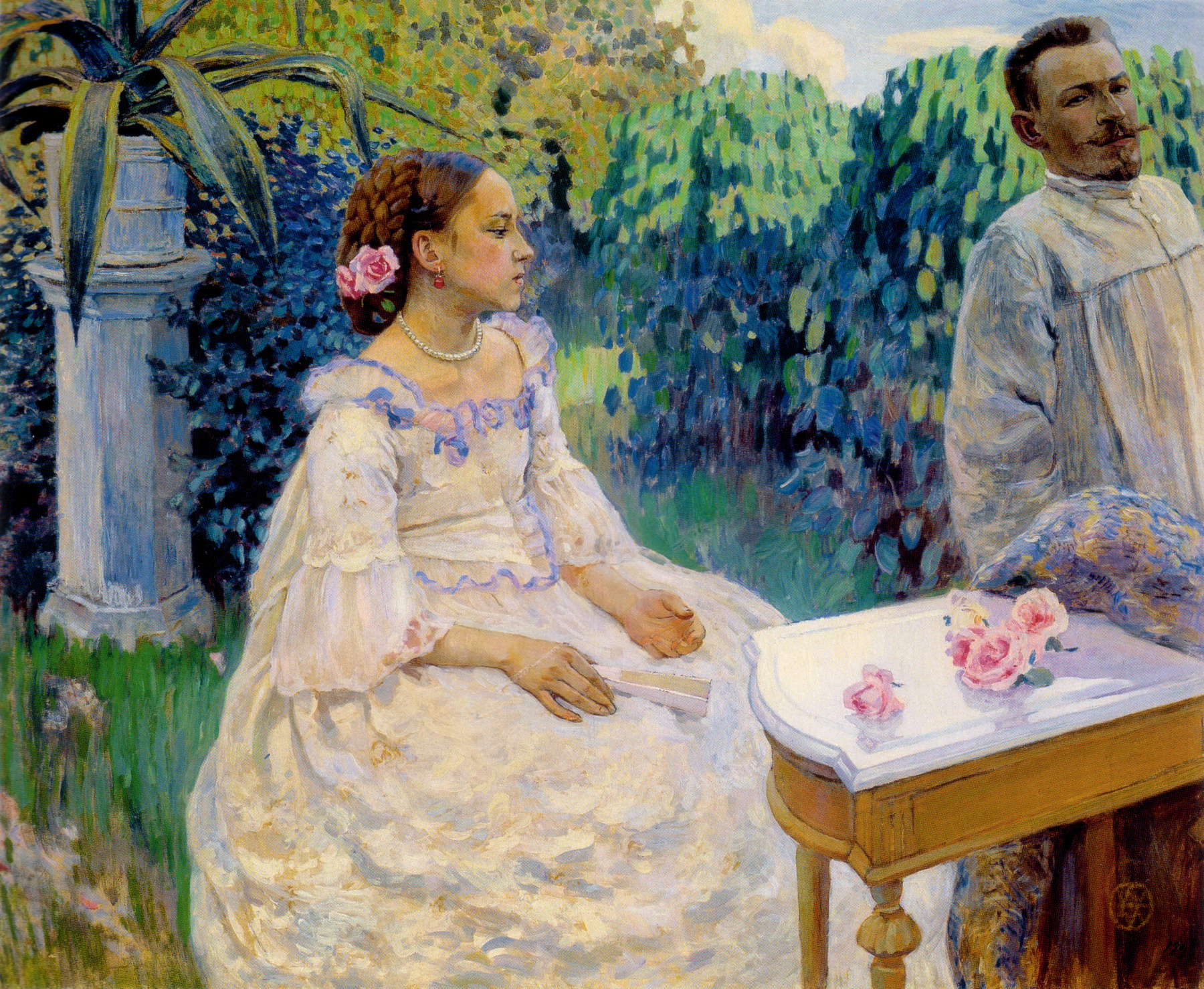
Autoportret cu sora (1898)
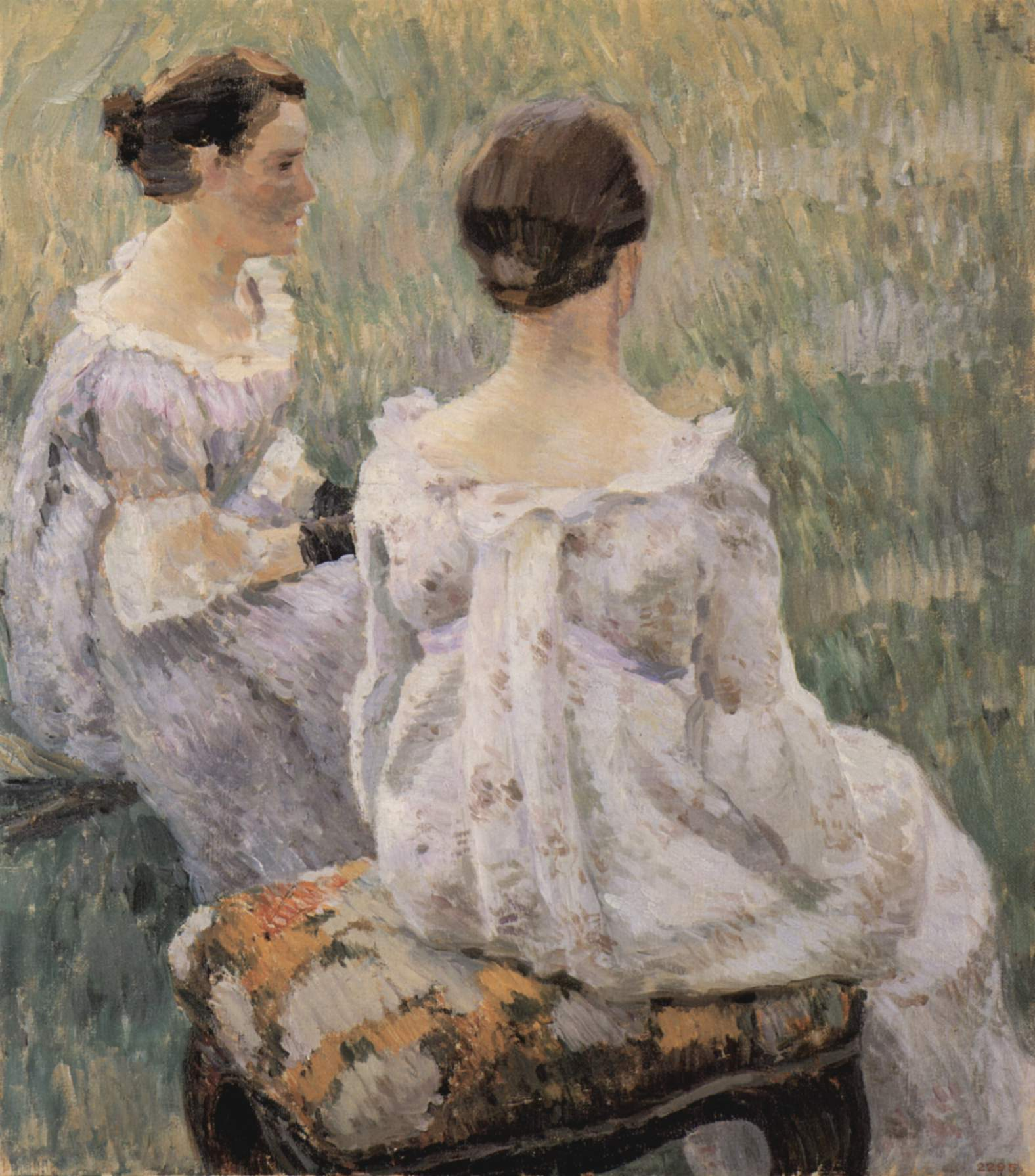
Două doamne (1899)
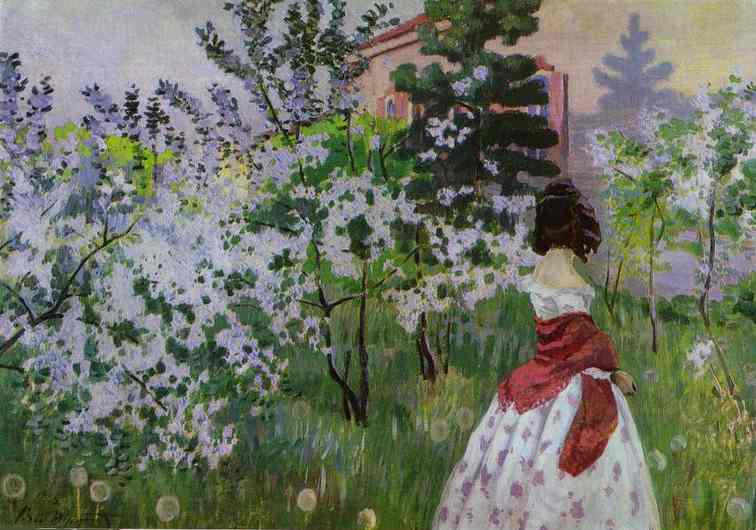
Primăvară (1899-1901)
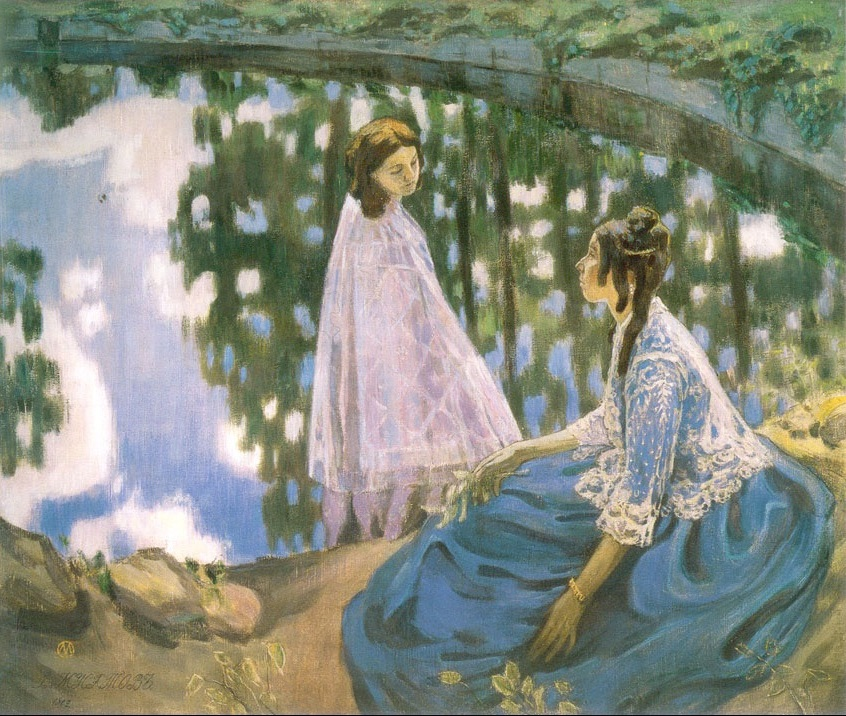
Iazul (1902)
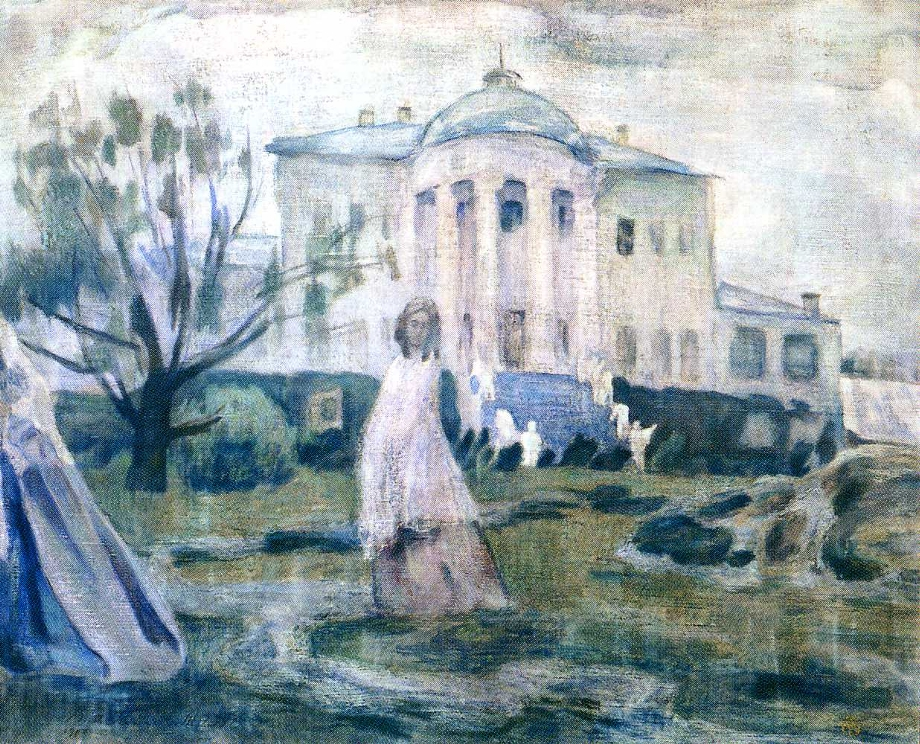
Fantome (1903)
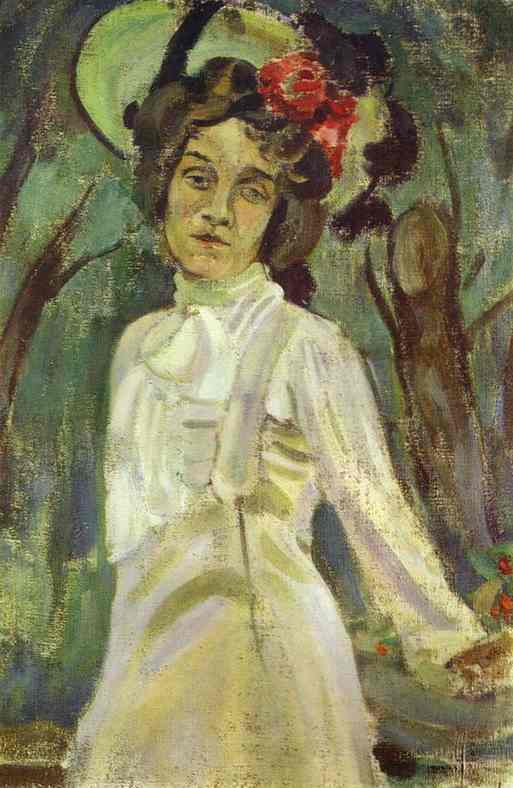
Portretul Nadezdhei Staniukovich (1903)
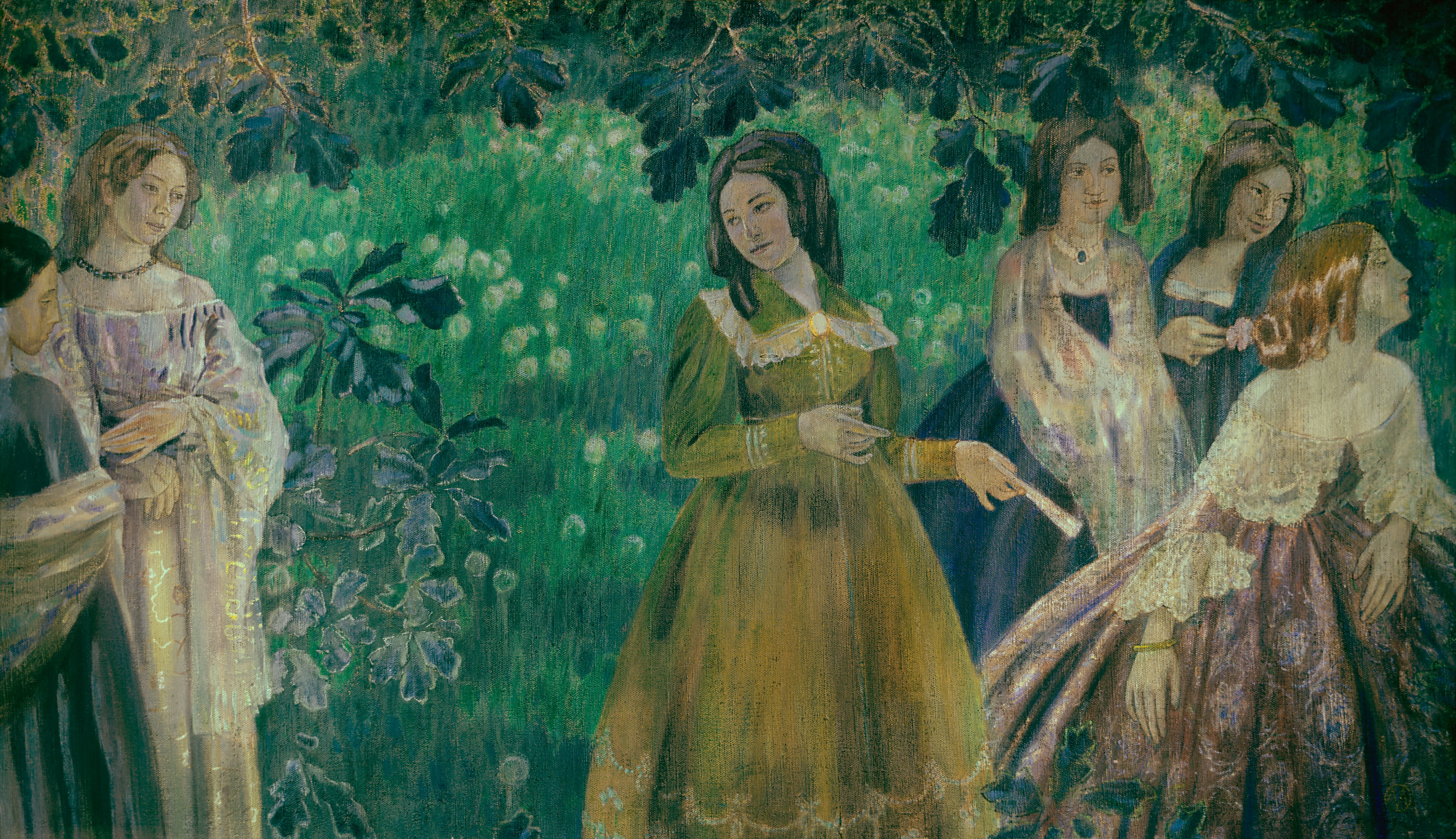
Colierul de smarald (1903-1904)
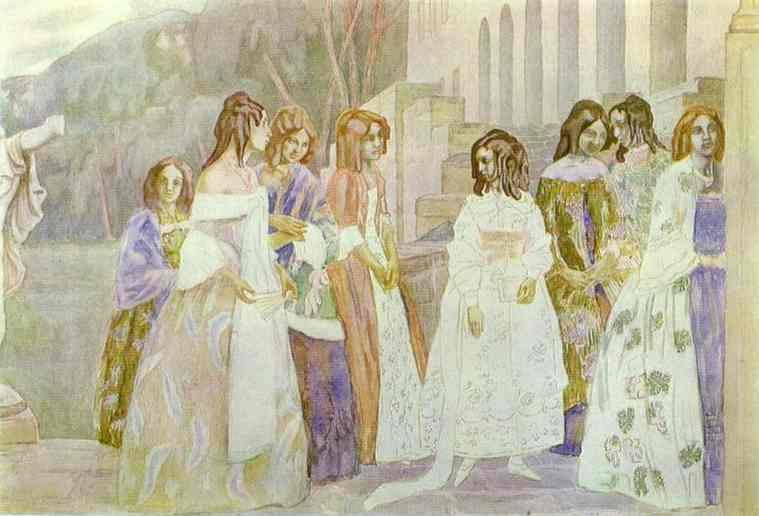
Recviem (1905)